# シュードウリジマイシン
シュードウリジマイシン（英語: pseudouridimycin, PUM）は、土壌細菌であるStreptomyces albusから分離された研究中の抗生物質である。これまで発見された薬剤とは異なるメカニズムで細菌のRNAポリメラーゼを阻害する。シュードウリジマイシンは、多剤耐性化膿レンサ球菌などの病原体に対して有効性を示し、医療用に開発することに適しているか不明であるが、安定性が改善された同様の特性を有する変更された誘導体が作られている。

## 関連記事
- テイクソバクチン（英語版）
- サルボスタチン